# Pere Barceló
Pedro J. Barceló, també conegut com a Pedro José Barcelo Oliver o Pere Barceló (Palma, 1884 - 1969) va ser un pintor costumbrista del principi del segle xx.

## Biografia i obra
De molt petit va demostrar una gran afició al dibuix, que anys més tard aniria perfeccionant amb les lliçons que va rebre a l'Acadèmia de Belles Arts, dirigida a aquell temps per l'il·lustre pintor Ricardo Anckermann. Va continuar els seus estudis artístics amb Don Llorenç Cerdà i Bisbal, traslladant-se després a Madrid per ingressar a l'Escola de pintura, escultura i gravat, obtenint el títol de Professor d'aquesta escola.
En el transcurs de la seva dilatada vida, va fer un gran apilament de títols i distincions (Delineant d'Obres Públiques, Aparellador, Professor de Dibuix lineal i artístic, Acadèmic Numerari de l'Acadèmia de Belles Arts de Palma, President de la Comissió Provincial de Monuments, acadèmic corresponent de la Reial Acadèmia de Belles Arts de San Fernando, de la de Toledo, de Sant Miniato de Florència i de la de Belles Arts de Sant Sebastià, havent-se concedit en els últims anys l'Encomana d'Alfonso X el Savi), després de 14 anys i després de nombrosos contratemps, va veure satisfeta una de les seves més nobles ambicions: tornar a la seva terra natal per a ser nomenat Professor de l'Escola Provincial d'Arts i Oficis i més tard director del referit centre, càrrec que va venir ostentant fins a la data de la seva jubilació.
Es va especialitzar, sobretot, en retrats i pintures murals de temàtica religiosa, però també va treballar el paisatge la natura morta. Té obres al Museu Lateranense de Roma (com un retaule del beat Ramon Llull) ofert a Sa Santedat Pius XI, que es guarda al Centre de Missions Catòliques de Roma, a les esglésies de Santa Creu i de la Concepció de Palma, a les parròquies de Manacor de Sant Joan, un tríptic al convent dels franciscans de Waco (Texas) i un "Via Crucis", que continua causant admiració a tots el contemplen. Va fer un informe per declarar monument històric l'església i el claustre de l'Hospital de Sant Antoni de Viana, i per a la conservació del nucli antic de Palma.
Les seves pintures murals de l'església parroquial de Manacor, estan dedicades a exaltar la Mare de Déu a través dels Misteris de la Concepció, Assumpció i Coronació. Cal ressaltar, així mateix, el retaule de Santa Creu -a la capella del Perpetu Socorro- i el que ornamenta el Crist de la Noguera, a l'Església de la Concepció, en les figures, per cert, estan representats la seva dona i fills. (Cal no oblidar que Pedro J. Barceló pintava habitualment del natural. Els seus models preferits eren els éssers desheretats, que l'artista plasmava amb la fondària i el realisme que es desprenien de les seves estigmatitzades faccions). Al Convent de la Missió també té tres pintures.
Independentment d'aquesta faceta artística, Pedro J. Barceló va conrear la paisatge, el bodegó i el retrat. En aquesta última modalitat és potser on el pintor va demostrar un ple domini de la tècnica. Són incomptables els personatges que de tots els estaments socials van posar per l'artista. Dos olis, tenen un excepcional interès: el seu autoretrat i el dedicat a la seva esposa Matilde, model de perfecció que l'acredita com un autèntic mestre en aquesta difícil especialitat, per la seva precisió en el dibuix i l'harmonia en les tonalitats cromàtiques. És considerat el retratista més destacat del realisme acadèmic a Mallorca. Col·laborador com a crític d'art, de teatre de música a la premsa local. Era un gran aficionat a l'òpera i va cantar com a tenor.
Humanament, Pedro J. Barceló va ser una persona que irradiava bondat per tots els porus. Incapaç del menor gest despectiu, en els seus llargs anys de crític d'art i musical, mai va sortir de la seva ploma un adjectiu dissonant que pogués ferir o molestar algú. Els seus judicis van ser sempre precisos, encoratjant als principiants que s'acostaven a ell en demanda de consell.
Un infaust trenta de juliol de mil nou-cents seixanta-nou, Pedro J. Barceló va emprendre el camí cap a la immortalitat, a l'avançada edat de vuitanta-quatre anys. Una vida ben aprofitada, amb els seus naturals alts i baixos, però sense perdre mai el sentit del deure. Desapareixia un artista notable, un mestre exemplar i un home de acendradas conviccions.